# Parerigone takanoi
Parerigone takanoi är en tvåvingeart som beskrevs av Louis-Paul Mesnil 1957. Parerigone takanoi ingår i släktet Parerigone och familjen parasitflugor. Inga underarter finns listade i Catalogue of Life.